# Хётгер, Дитмар
Дитмар Хётгер (нем. Dietmar Hötger; род. 8 июня 1947, Хойерсверда, Landkreis Hoyerswerda) — немецкий дзюдоист, чемпион и призёр чемпионатов ГДР и Европы, призёр чемпионатов мира, бронзовый призёр летних Олимпийских игр 1972 года в Мюнхене, участник двух Олимпиад.

## Карьера
Выступал в полусредней весовой категории (до 70 кг). Чемпион (1969, 1971, 1975 годы) и серебряный призёр (1976) чемпионатов ГДР. Победитель и призёр международных турниров. Чемпион (1972, 1973), серебряный (1970, 1976) и бронзовый призёр (1975) чемпионатов Европы. Серебряный (1973) и бронзовый (1971) призёр чемпионатов мира.
На летних Олимпийских играх 1972 года в Мюнхене Хётгер в первой схватке уступил поляку Антонию Зайковскому. В утешительной серии Хётгер последовательно победил югослава Хосе Скраба, малагасийца Джастина Андиаманантену, представителя ФРГ Энгельберта Дёрбандта, советского дзюдоиста Анатолия Новикова и завоевал бронзовую медаль Олимпиады.
На следующей Олимпиаде в Монреале Хётгер победил венгра Кароли Молнара и Шагдарына Чанрава, но уступил французу Патрику Виалю и выбыл из дальнейшей борьбы, заняв итоговое 11-е место.